# ロナルド・D・レイン
R・D・レイン（R. D. Laing）ことロナルド・ディヴィッド・レイン（英語: Ronald David Laing、1927年10月7日 - 1989年8月23日）は、スコットランド出身のイギリスの医学者、精神科医、精神分析家、詩人。

## 経歴
1927年、グラスゴーで生まれた。父はエンジニアで、その一人っ子であった。公立学校で学び、グラマースクールに転校。西洋古典学や哲学を好んで読んでいた。音楽も好きで、王立音楽大学の準会員にもなっていた。グラスゴー大学に進学して医学を専攻。医師最終試験に失敗したが、精神科病棟で働きながら再受験し、1951年に合格した。
その後はネットリ―の陸軍病院(Netley Hospital)で勤務。1956年に心理療法の研究と実践のために助成金を受けてロンドンのタビストック・クリニックで研修。ここでジョン・ボウルビィ、ドナルド・ウィニコット、チャールズ・ライクロフトらを知り、親交を得た。1964年まで同院で勤務。
創作活動の点では、レインは詩を書いており、彼の詩集には「結ぼれ」（1970年、Penguin出版）と「Sonnets　ソネット集」（1979年、Michael Joseph出版）がある。息子アダムと一緒に、1980年のアルバム「Miniatures - モーガン・フィッシャーによって編集された501の小シーケンス」内で、歌と楽器を演奏したりもしている。

## 研究内容・業績

### 反精神医学運動を展開
ドナルド・ウィニコットから訓練分析を受けた。レインは1950年代末から1960年代にかけて、統合失調症（旧名「精神分裂病」）の患者を入院治療によって隔離・回復させようという当時の主流の精神医学を批判し、むしろ地域に解放し、地域の側の認識を変容させることで治癒させることをめざす「反精神医学、anti-psychiatry」運動を提唱・展開した。裕福な私財を投じて医師と患者の共同住居を設け、生活と一体化した治療活動を行った。デヴィッド・クーパーとともに反精神医学運動の主導者とみなされている。この運動はまた、のちの家族療法や、『アンチ・オイディプス』などを書いたフェリックス・ガタリ、ジル・ドゥルーズなどにも影響を与えた。当時活発であった実存主義の哲学者サルトルらとの交流も深く、それまでの精神科医の多くと異なり、病的行動から、患者の実存的境地・意味を理解しようと努めた。

### 精神科医としての思想
レインは、生物学的または精神的な器官ではなく環境が、病気の即座の引き金としての偶然の役割（精神病理の原因としての「ストレス原因モデル」）を果たすと考えた。都市型の家は、人格が鍛えられる坩堝であり、そこで病気が生まれるという説である。この病気の生成軌跡の再評価とそれに伴う治療の形の変化は、精神医療の主流とは全く対照的であった。レインは精神病の行動やスピーチを、その状況の中でだけ意味のある、象徴的な謎めいた言葉に包み込まれている、苦痛の有効な表現であるとして評価した。
ベイトソンと彼のチームが提唱した「ダブルバインド」仮説の見方を広げ、「狂った」過程、すなわち「両立しない結び目」で展開する非常に複雑な状況を記述する新しい概念を思いついた。
彼は精神疾患の存在を否定しなかったが、同時代とは根本的に異なる光でそれを考えた。 彼にとって、精神疾患は、精神的苦痛を経験するプロセスだが、シャーマニカルな旅と似たエピソードである。旅行者は重要な洞察を持って旅から帰ることができ、結果として賢くなる。
「引き裂かれた自己」（1960年）では、「存在論的に安全な」人の経験を、「自分自身や他者の実在性、生き方、自立性、アイデンティティを当然受け入れることができない」人物の経験と対照し、 「自己を失うー 自己と他者」（1961年）では、考え方は多少変化していた。

## 邦訳著書
- 『引き裂かれた自己』 みすず書房 1971
- 『狂気と家族』  エスターソン共著 みすず書房 1972
- 『経験の政治学』 みすず書房 1973
- 『結ぼれ』 みすず書房 1973
- 『自己と他者』 みすず書房 1975
- 『好き?好き?大好き?』 みすず書房 1978
- 『レイン わが半生』 岩波書店 1986[2]

## レインに関する参考文献
- 『誠信 心理学辞典』外林大作 ほか編、誠信書房 1981

## 関連人物
- ドナルド・ウィニコット
- ジャック・ラカン